# Обсада на Велики Преслав (971)
Обсадата на Велики Преслав е сражение между руско-варяжки и български войски срещу византийска армия, състояло се през 971 г.

## Битката край Велики Преслав и крепостната обсада
След битката при Аркадиопол, византийският император Йоан Цимисхий се насочва към северна България с цел изтласкването на русите от Балканския полуостров.
Наред с ромеите към императора се присъединяват и голямо число българи.
Византийската армия достига безпрепятствено до Велики Преслав, където са пресрещнати от руско-българските сили. Разразява се кръвопролитно сражение. Стремителна атака на византийската конница кара русите и българите да се оттеглят зад стените на крепостта.
През ноща военните действия са преустановени. Ромейският император получава подкрепления обсадни машини и войници. На следващата сутрин започнала обсадата. Въпреки отчаяната си съпротива, обкръжени, руско-българските части са напълно разбити. Българската столица е превзета, а цар Борис II е пленен заедно с цялото си семейство

### Описание на Лъв Дякон
„В тази битка паднали извънредно много мизи (българи). Те се биели заедно със скитите (русите), изпълнени с гняв към ромеите, които били причина за нашествието на скитите в земята им.“ 

## Последвали събития
След превземането на Преслав, Йоан Цимисхий се насочва към Дръстър и го подлага на обсада. След тримесечна съпротива Светослав е принуден да сключи мирен договор с византийския император според който русите се оттеглят от Балканския полуостров в замяна на огромен откуп.